# كنوت أوربان
كنوت أوربان (بالألمانية: Knut Urban)‏ (و. 1941 – م) هو فيزيائي، وأستاذ جامعي من ألمانيا . ولد في شتوتغارت .

## التعليم
تعلم في جامعة شتوتغارت

## مناصب وهيئات
أدار جامعة إرلنجن نورنبيرغ.

## جوائز
حصل على جوائز منها:
- جائزة وولف في الفيزياء (2011).